# Breath from Another
Breath from Another (en español: Aliento de otro) es el álbum de estudio debut de la cantante y compositora canadiense Esthero. El álbum fue lanzado el 28 de abril de 1998, y es ahora considerado un clásico del trip hop a pesar de sus bajas ventas. Pese a que varias de sus canciones incluyen lenguaje fuerte y contenido sexual, el disco no fue publicado con la etiqueta de Parental Advisory. Gracias en parte a la promoción generada por los videoclips de sus sencillos, el álbum logró vender cerca de 100 000 copias en los Estados Unidos, y recibió una certificación de oro en su natal Canadá.

## Producción
Esthero se reunió con el productor musical canadiense Doc McKinney en enero de 1996 en las dependencias de EMI en Toronto (Canadá). La pareja poseía una serie de demos que despertaron el intererés de Warner Music Group, BMG y EMI en Canadá. El representante de Esthero, Zack Werner junto a Beau Randall, les hizo firmar directamente con Sony Music Entertainment en los Estados Unidos. Posteriormente, la dupla escribió "Superheroes", "Indigo Boy" y "That Girl" y para agosto de 1996 habían escrito otras cuatro canciones, incluyendo el sencillo "Heaven Sent".
A fines de enero de 1998, previo al lanzamiento del disco, 15,000 copias del extended play promocional Short of Breath (publicado en 1998), fueron enviadas al equipo de Sony Music a nivel mundial. Dicho EP incluía las canciones "Breath from Another", "Heaven Sent", "Country Livin' (The World I Know)" y "That Girl.
En una entrevista con NPR en 2016, McKinney indicó que al escribir y producir el álbum, se inspiró por en el reggae, calipso y el house, tres géneros que no habían recibido mucha connotación en su natal Mineápolis, además de citar a artistas como Björk, Portishead, y Massive Attack como sus principales influencias.

## Sencillos
- "Heaven Sent" fue lanzado el 21 de julio de 1998 como el principal sencillo para promocionar el álbum. Fue publicado como CD doble con la canción "Breath from Another" como lado A. Se grabó un videoclip para dicho sencillo, el que fue posteriormente reproducido por la cadena MTV. La canción alcanzó el puesto #4 en el Billboard Hot Dance Breakout Maxi-Singles Sales.
- "That Girl" iba a ser el segundo sencillo del álbum, pero nunca fue publicado oficialmente, sino que sólo de manera promocional. De todas formas, se produjo un videoclip para el mismo, el que fue transmitido por MuchMusic.

## Usos en otros medios
- El sencillo "Breath from Another" fue incluido en el álbum recopilatorio de la revista musical CMJ New Music Monthly en su volumen #54, titulado CMJ New Music Monthly Volume 54 February 1998.[7]
- "Lounge" aparece en la banda sonora de la película de 1998 Zero Effect, protagonizada por Bill Pullman.
- El remix de "Country Livin' (The World I Know)" interpretado junto al grupo de dirty south Goodie Mob, fue incluido en la banda sonora de la película de 1998 Slam, protagonizada por Saul Williams.
- Las canciones "Anywayz" y "That Girl" fueron usadas en las películas El informador (originalmente Boiler Room) y Todavía sé lo que hicieron el verano pasado respectivamente.

## Lista de canciones
Todas las canciones escritas y compuestas por Esthero y Dan McKinney. 
| N.º   | Título                                         | Escritor(es)          | Duración |  |
| 1.    | «Breath from Another»                          | Esthero, Doc McKinney | 4:47     |  |
| 2.    | «Heaven Sent»                                  | Esthero, Doc          | 4:30     |  |
| 3.    | «Anywayz»                                      | Esthero, Doc          | 3:54     |  |
| 4.    | «That Girl»                                    | Esthero, Doc          | 4:41     |  |
| 5.    | «Country Livin' (The World I Know)»            | Esthero, Doc          | 4:20     |  |
| 6.    | «Flipher Overture»                             | Doc                   | 0:42     |  |
| 7.    | «Half a World Away»                            | Esthero, Doc          | 4:18     |  |
| 8.    | «Lounge»                                       | Esthero, Doc          | 4:58     |  |
| 9.    | «Swallow Me» (Le siguen 5 minutos de silencio) | Esthero, Doc          | 3:49     |  |
| 10.   | «Anywayz, pt. 2» (Pista oculta)                | Esthero, Doc          | 4:40     |  |
| 56:13 |                                                |                       |          |  |

| Pistas adicionales en la edición japonesa |                 |              |          |  |
| N.º                                       | Título          | Escritor(es) | Duración |  |
| 13.                                       | «Wish You Away» | Esthero, Doc | 2:50     |  |